# نورت ایگل بیوت (داکوتای جنوبی)
نورت ایگل بیوت(به انگلیسی: North Eagle Butte) شهری در ایالت داکوتای جنوبی کشور ایالات متحده آمریکا است که جمعیت آن در سرشماری سال ۲۰۱۰ میلادی، ۱٬۹۵۴ نفر بوده‌است.